# Xã Ross, Quận Cherokee, Kansas
Xã Ross (tiếng Anh: Ross Township) là một xã thuộc quận Cherokee, tiểu bang Kansas, Hoa Kỳ. Năm 2010, dân số của xã này là 782 người.